# Regione di Marahoué
La regione di Marahoué è una delle 31 regioni della Costa d'Avorio ed è situata nel distretto di Sassandra-Marahoué. Comprende cinque dipartimenti: Bonon, Bouaflé, Gohitafla, Sinfra, e Zuénoula.

La regione con i departamenti e le sottoprefetture.

| Controllo di autorità | VIAF (EN) 2086151837983920520000 |